# Damon Harrison
Damon Paul Harrison (29 de noviembre de 1988) es un exjugador profesional de fútbol americano estadounidense que jugó en la posición de defensive tackle con los New York Jets, New York Giants, Detroit Lions, Seattle Seahawks y Green Bay Packers de la National Football League (NFL).

## Biografía
Harrison asistió a la preparatoria Lake Charles Boston High School, donde practicó baloncesto y posteriormente fútbol americano. Luego de abandonar el Northwest Mississippi Community College al finalizar el primer semestre, fue reclutado por la Universidad William Penn en Oskaloosa, Iowa.
Durante su primer año en William Penn, finalizó en la quinta posición de placajes del equipo, mientras que en su segundo y tercer año fue seleccionado al segundo equipo de la conferencia. Su último año fue nombrado NAIA All-America al liderar al equipo con 60 placajes y capturar al mariscal 3.5 veces.

## Carrera

### New York Jets
Harrison fue firmado por los New York Jets el 29 de abril de 2012 como un agente libre no seleccionado en el Draft de la NFL de 2012. Participó en cinco juegos ese año pero no registró ninguna estadística.
Luego de la salida de Sione Pouha y la lesión de Kenrick Ellis, fue nombrado como el defensive tackle titular para la temporada 2013, en la cual fue titular los 16 encuentros y registró 66 placajes, dos pases defendidos y una captura, la cual logró ante Tom Brady de los New England Patriots el 20 de octubre.
En 2014, nuevamente inició los 16 encuentros registrando un total de 55 placajes, y en 2015 repitió como titular con un total de 72 placajes, 0.5 capturas y un balón suelto forzado.

### New York Giants
El 9 de marzo de 2016, Harrison firmó un contrato por cinco años y $9.25 millones por año con los New York Giants. En su primera temporada con el equipo, logró ser seleccionado para el Primer Equipo All-Pro de 2016, luego de registrar 86 placajes con 2.5 capturas y un balón suelto forzado.
En 2017, registró 76 placajes con 2.5 capturas y la primera intercepción de su carrera, y fue considerado como el mejor jugador defensivo contra la carrera por Pro Football Focus.

### Detroit Lions
El 24 de octubre de 2018, Harrison fue transferido a los Detroit Lions a cambio de una selección condicional de quinta ronda del draft de 2019. Como fue transferido antes de la semana de descanso de los Giants y después de la de los Lions, se convirtió en el primer jugador de línea defensiva en participar en 17 encuentros de temporada regular. Entre los dos equipos registró 81 placajes totales y una marca personal de 3.5 capturas, dos balones sueltos forzados y el primer balón suelto recuperado de su carrera.
El 21 de agosto de 2019, Harrison firmó una extensión de contrato con los Lions por un año y $11 millones. En la temporada, registró 49 placajes, dos capturas y tres pases defendidos en 15 juegos como titular.
El 21 de febrero de 2020, Harrison fue liberado por los Lions.

### Seattle Seahawks
El 7 de octubre de 2020, Harrison fue firmado por los Seattle Seahawks. Sin embargo, fue liberado el 28 de diciembre luego de participar en seis encuentros con el equipo donde registró un balón suelto forzado.

### Green Bay Packers
El 31 de diciembre de 2020, los Green Bay Packers reclamaron a Harrison.
El 13 de noviembre de 2021, Harrison anunció su retiro de la NFL luego de nueve temporadas en la liga.

## Estadísticas generales
| Año   | Equipo    | Juegos | Juegos | Tacleadas | Tacleadas | Tacleadas | Tacleadas | Tacleadas | Intercepciones | Intercepciones | Intercepciones | Intercepciones | Intercepciones | Intercepciones | Balones sueltos | Balones sueltos |
| Año   | Equipo    | GP     | GS     | Comb      | Total     | Ast       | Sck       | SFTY      | PDef           | Int            | Yds            | Avg            | Lng            | TDs            | FF              | FR              |
| ----- | --------- | ------ | ------ | --------- | --------- | --------- | --------- | --------- | -------------- | -------------- | -------------- | -------------- | -------------- | -------------- | --------------- | --------------- |
| 2012  | NYJ       | 5      | 0      | 0         | --        | --        | --        | --        | --             | --             | --             | --             | --             | --             | 0               | 0               |
| 2013  | NYJ       | 16     | 16     | 66        | 36        | 30        | 1.0       | --        | 2              | --             | --             | --             | --             | --             | 0               | 0               |
| 2014  | NYJ       | 16     | 16     | 55        | 30        | 25        | 0.0       | --        | 0              | --             | --             | --             | --             | --             | 0               | 0               |
| 2015  | NYJ       | 16     | 16     | 72        | 39        | 33        | 0.5       | --        | 0              | --             | --             | --             | --             | --             | 1               | 0               |
| 2016  | NYG       | 16     | 16     | 86        | 55        | 31        | 2.5       | --        | 1              | --             | --             | --             | --             | --             | 1               | 0               |
| 2017  | NYG       | 16     | 16     | 76        | 51        | 25        | 1.5       | --        | 3              | 1              | 9              | 9.0            | 9              | 0              | 0               | 0               |
| 2018  | NYG / DET | 17     | 16     | 81        | 52        | 19        | 3.5       | --        | 1              | --             | --             | --             | --             | --             | 2               | 1               |
| 2019  | DET       | 15     | 15     | 49        | 29        | 20        | 2.0       | --        | 3              | --             | --             | --             | --             | --             | 0               | 0               |
| 2020  | SEA / GB  | 7      | 0      | 9         | 3         | 6         | 0.0       | --        | 0              | --             | --             | --             | --             | --             | 1               | 0               |
| Total | Total     | 124    | 111    | 494       | 295       | 199       | 11.0      | --        | 10             | 1              | 9              | 9.0            | 9              | 0              | 5               | 1               |

Fuente: Pro-Football-Reference.com